# Afrika (film)
Afrika è un film del 1973 diretto da Alberto Cavallone.
Il regista è anche autore del soggetto e della sceneggiatura.

## Trama
Philippe, artista eccentrico, è combattuto tra l'amore della moglie e la passione per un giovane etiope. Il pittore, per accontentare le sue fantasie, offre al ragazzo l'opportunità di lavorare per lui in Europa. Ma la relazione fra i due non è affatto facile.

## Produzione
Il film è girato prevalentemente in Etiopia.
Presenta alcune sequenze documentaristiche, soffermandosi sugli usi e costumi locali, oltre ad alcune panoramiche del posto.
Riguardo al soggetto della pellicola, il regista, in una intervista, ha affermato: «Volevo parlare di Africa e di omosessualità. Mi interessava esplorare il problema, cercare di far capire questo tipo di rapporto, che era visto allora come un tabù».
Racconta sempre Cavallone di essere stato imprigionato, diverse volte, assieme al suo operatore, durante le riprese in Etiopia.

## Distribuzione
Per il contenuto esplicito, l'opera è vietata ai minori di 18 anni. Esce, nelle sale italiane, il 15 dicembre 1973.
Attualmente, non esistono versioni home video. Circola, in rete, una copia 35 mm.

## Accoglienza
Paolo Mereghetti, nel suo dizionario omonimo, sostiene che Cavallone affronti «temi non comuni per l'epoca, con una prospettiva insolita».